# Bédaule
De Bédaule is een 16,2 kilometer lange Franse rivier die door de departementen Aveyron, Lozère en Cantal stroomt. Ze begint in het Centraal Massief en eindigt in de rivier de Bès.

## Verloop
De Bédaule begint in een relatief boomarm gebiedje in het Centraal Massief bij Le Pouget, gemeente La Fage-Montivernoux. Aangezien deze gebieden heel vochtig zijn, is er (bijna) altijd genoeg water, waardoor er veel beken ontspringen (waaronder de Bédaule). Veel van deze beken voegen zich direct bij de Bédaule. Langzamerhand begint het dalletje van dit riviertje meer een agrarisch karakter te krijgen. Oorspronkelijk was dit agrarische gebied langs de rivier eveneens vochtig en drassig, maar later werd het ontgonnen. 
Deze gronden langs de rivier zijn van oudsher ook heel vruchtbaar. Vervolgens meandert ze als een klein stroompje door het heuvelachtige gebied, in de richting van grotere plaatsen zoals Fournels. Ze stroomt ondertussen nog steeds door een heuvelachtig gebied, wat ervoor zorgt dat er nog steeds veel beken zich bij de Bédaule voegen. Er is hier nog echter wel sprake van een kleine beek. Het dalletje van de beek wordt ondertussen langzaam kleiner, en dit komt doordat de druk van de heuvels op de beek zo groot is. 
Later wordt het weer groter. Hier komen er nog steeds veel andere beken bij, en op een gegeven moment is er sprake van een grote beek. Ook is het dal wat groter geworden. In het bredere dal maakt ze een aantal sterke meanders. Daarna begint de beek wat minder te meanderen, en begint het dalletje wat kleiner te worden. Niet veel later bereikt ze Fournels, de grootste plaats in het stroomgebied van deze beek.
Vlak bij het centrale plein van het dorp voegt ook de grootste zijbeek van de Bédaule, de Bernadel zich bij de beek. Naderhand begint de beek aan de rand van het dorp te stromen. Hier vertakt de beek zich. Ook bevinden er hier zich een aantal watervalletjes. Uiteindelijk komen de vertakkingen weer terug in de beek terecht. Hierna stroomt ze verder door het heuvelachtige landschap en verdwijnt ze in de bosjes. Hier mondt ze ook uit in de Bès.

## Zijrivieren
- Ruisseau de Valanti
- Ruisseau de Saint-Laurent
- Ruisseau de la Drouzilleyre
- Bernadel